# Fabio Capello
Pour les articles homonymes, voir Capello.
Fabio Capello, né le 18 juin 1946 à San Canzian d'Isonzo, est un joueur de football international italien (milieu de terrain) devenu par la suite entraîneur.

## Biographie

### Joueur

#### En club

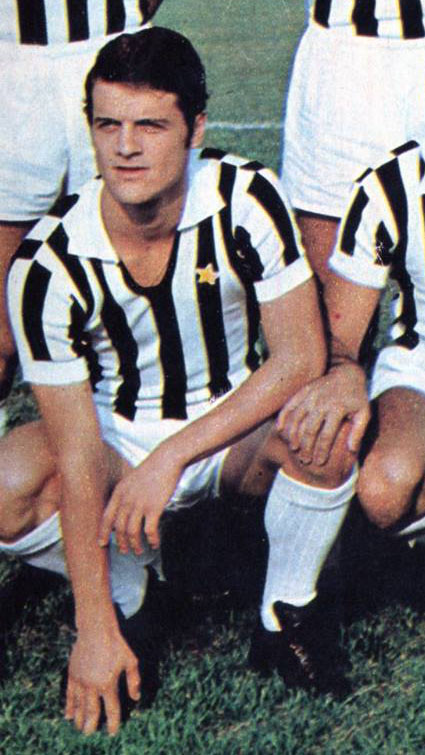
Capello avec la Juventus en 1970

Neveu par sa mère de Mario Tortul, (également footballeur), Fabio Capello commence à jouer au football avec l'équipe locale de Pieris (quartier de sa ville natale San Canzian d'Isonzo).
Il est ensuite repéré par le dirigeant Paolo Mazza qui l'emmène faire des essais dans la ville de Ferrare, où il est ensuite accepté dans le centre de formation du SPAL.
Fabio débute donc sa carrière professionnelle au SPAL Ferrara, son club formateur, faisant ses débuts en équipe première lors d'un match de Serie A, perdu à domicile 3-1 contre la Sampdoria le 29 mars 1964,.
En 1967, il est ensuite recruté par l'AS Rome de l'entraîneur Helenio Herrera pour la somme de 260 millions de lires. Capello reste trois saisons dans la capitale, avec finalement 11 buts inscrits en 62 matchs.
Durant l'été 1970, le club piémontais de la Juventus ayant remarqué les bonnes prestations du jeune prometteur Capello, envisage un accord risqué par la Roma (leur milieu espagnol emblématique espagnol Luis del Sol contre Capello et deux autres joueurs romains, Luciano Spinosi et Fausto Landini). Une fois son transfert pour Turin officialisé, Capello dispute sa première rencontre sous ses nouvelles couleurs bianconere en coupe le 6 septembre 1970 lors d'un nul 2-2 contre Novare, puis inscrit son premier but quelques semaines plus tard, le 4 novembre lors d'un succès 2-1 sur le Barça (en Coupe des villes de foires).
C'est à la Juve qu'il effectue la majeure partie de sa carrière, remportant trois titres de champion (ceux de 1971-72, 1972-73 et 1974-75) aux côtés de Dino Zoff, Gaetano Scirea ou encore Roberto Bettega entre autres, Capello disputant lui 240 matchs pour 41 buts sous les couleurs de la Vieille Dame (dont 165 matchs pour 27 buts rien qu'en Serie A).
En 1976, Don Fabio quitte Turin pour un autre grand club du nord du pays, le Milan AC (où il fait à nouveau l'objet d'un échange, cette fois ci-contre Romeo Benetti). Il joue sa première confrontation le 29 août 1976 lors d'un succès en coupe 2-0 sur Catane.
Avant de raccrocher les crampons, il remporte son quatrième scudetto à l'âge de 33 ans sous les couleurs rossonere.

#### En sélection
Il honore sa première sélection avec la Squadra Azzurra le 13 mai 1972 lors d'une défaite 2-1 contre la Belgique.
Fabio Capello a porté à trente-deux reprises le maillot de l'équipe d'Italie entre 1972 et 1976, il a inscrit huit buts en sélection (dont tous ses buts et vingt-sept matchs rien que pour sa période à la Juve), et a participé à la Coupe du monde 1974 (un but contre la Pologne).
Il est également l'auteur du but "historique" permettant à l'Italie de l'emporter pour la première fois (1-0) à Wembley contre l'Angleterre (1973).

### Entraîneur
Il succède à Arrigo Sacchi à la tête du Milan AC en 1991 et décroche en cinq saisons quatre championnats dont trois consécutifs (ceux de 1991-92, 1992-93 et 1993-94), ainsi que la cinquième Ligue des Champions du club rossonero (4-0 contre le FC Barcelone en finale en 1993-94), prenant ainsi sa revanche sur la finale perdue l'année précédente contre l'Olympique de Marseille à Munich.
Du 19 mai 1991 au 21 mars 1993, le grand Milan des Franco Baresi Marco van Basten, Paolo Maldini, Ruud Gullit, restera invaincu en championnat pendant 58 matchs.
Il remporte ensuite le championnat d'Espagne avec le Real Madrid en 1996-97 avant de revenir au Milan AC lors de la saison 1997-98 (où il prend comme entraîneur-adjoint Italo Galbiati, qui ne le quittera plus), puis à l'AS Rome. Sous sa direction, le club romain remporte son premier championnat depuis dix huit ans (en 2000-01).
En 2004, Capello, surnommé Wayne Szalinski, Fabio Massimo ou encore Geometra, rejoint la Juventus pour remplacer Marcello Lippi devenu sélectionneur national de l'équipe d'Italie.

« La Juve est la Juve, elle doit toujours être en haut. »

— Fabio Capello
Dans les relations du tandem Capello-Galbiati avec les joueurs, Italo Galbiati (l'adjoint de Capello) est souvent décrit comme le « bon flic » (plus attentif et conciliant) et Fabio Capello comme le « mauvais flic » (plus intransigeant, disciplinaire et froid),. Il est de nouveau champion en 2004-05, devenant ainsi le premier entraineur italien à être champion avec trois clubs différents (et bat même à la fin de l'année 2005 le record en Serie A du plus grand nombre de points remportés sur une année civile, soit 93 points,), mais le titre de 2005-06 lui est retiré à cause de l'affaire des matches truqués du Calcio.
Il retourne alors à Madrid, où ses débuts sont plus que mitigés. Au mercato de janvier 2007, il exclut Ronaldo et Beckham, ce qui lui vaut la colère des supporteurs lors d'un match contre Saragosse (victoire 1-0 du Real). Sa gestion des joueurs est jugée mauvaise (il écarte certains cadres du Real et beaucoup d'autres joueurs, et fait jouer le controversé Emerson), sa tactique étant également critiquée comme étant trop défensive. Malgré cela, il mène le Real Madrid au titre de champion d'Espagne aux dépens du FC Barcelone lors de la dernière journée de Liga grâce à un doublé de Reyes et un but de Diarra (victoire 3-1 contre Majorque). Capello effectue donc un retour plus que gagnant en Espagne après son dernier passage en 1996-97. Mais le 28 juin, Capello est officiellement limogé du poste d'entraîneur du Real Madrid.
Le 13 décembre 2007, il est recruté par la Fédération anglaise pour 4 années comme sélectionneur de l'équipe nationale d'Angleterre qui a manqué le train de l'Euro 2008. Deux jours plus tard, le 15 décembre, il annonce qu'il s'agirait sans doute du dernier défi de sa carrière (son salaire outre-manche étant de 500 000 $ par mois en tant qu'entraîneur de l'équipe de football d'Angleterre, ce qui fait à l'époque de Capello l'un des entraîneurs les mieux payés au monde). Il prolonge son contrat avec l'Angleterre jusqu'en 2012.
Son parcours comme entraîneur de l'équipe d'Angleterre commence bien puisqu'il se qualifie aisément pour la Coupe du monde 2010 (9 victoires, 1 défaite lors de l'avant dernier match). En revanche, lors de ce Mondial en Afrique du Sud, les Anglais sont décevants. Au premier tour, ils ne parviennent pas à battre les États-Unis (1-1) et l'Algérie (0-0) et se qualifient en battant la Slovénie (1-0). Deuxièmes derrière les États-Unis, ils affrontent l'Allemagne en huitièmes de finale. Les Anglais se font descendre 4-1 par les Allemands. Resté après le Mondial, Capello commence bien les éliminatoires pour l'Euro 2012 et son équipe termine 1er devant le Monténégro et la Suisse. Le 12 novembre 2011, l'Angleterre bat l'Espagne (1-0), ce qui constitue la première victoire depuis 1980 des Anglais contre une équipe championne du monde. Le 8 février 2012, il démissionne de son poste de sélectionneur quatre mois avant l'Euro 2012, à cause de l'affaire John Terry ; ce dernier étant accusé d'avoir proféré des propos racistes à l'encontre du joueur Anton Ferdinand. La Fédération anglaise de football (FA) ayant décidé d'enlever le brassard de capitaine à Terry contre l'avis de Capello, qui déclare « la FA m'a insulté et a sabré mon autorité ».
Le 16 juillet 2012, il est nommé sélectionneur de l'équipe de Russie. Lors de sa nomination, l'équipe est en crise après son élimination précoce de l'Euro 2012 et Capello veut gagner l'amour des supporters. Il se fixe l'objectif de qualifier l'équipe pour le Mondial 2014. Après un amical décevant contre la Côte d'Ivoire (1-1), il permet à la Sbornaïa d'entamer le meilleur début de parcours de son histoire aux éliminatoires tout en procédant à un renouvellement de génération en convoquant de nouveaux joueurs et en écartant Andreï Archavine et Roman Pavlioutchenko. Il remporte les quatre premières rencontres sans encaisser de buts contre l'Irlande du Nord (2-0), Israël à l'extérieur (4-0), le Portugal (1-0) et l'Azerbaïdjan (1-0). Seuls la Russie et les Pays-Bas ont aussi bien réussi les quatre premières journées et la Russie est la seule équipe qui n'a pas encaissé de but.
En novembre, les Russes concèdent un nul contre les États-Unis à la dernière seconde ce qui est jugé décevant (2-2). Néanmoins, la Russie réintègre le top 10 du classement FIFA à la 9e place. Le début de l'année 2013 débute idéalement avec un 2-0 contre l'Islande. Le 22 mars, le match de qualification contre l'Irlande du Nord est reporté à cause de neige. En vengeance à cette frustration, Capello est passé tout près de permettre à la Russie de mettre en crise le Brésil qu'elle n'a jamais battu et de réaliser un exploit après avoir concédé le but de l'égalisation à la dernière seconde (1-1). Il connait sa première défaite avec la Russie le 7 juin 2013 contre le Portugal, puis une seconde dans le match recalé en plein été contre l'Irlande du Nord (1-0). Ces deux défaites s'expliquent particulièrement par la seconde étape du processus de renouvellement de génération et de changement d'équipe-type. Heureusement, ces deux défaites ne remettent pas en doute la qualification que la Russie acquiert sans trop de difficulté. Les hommes de Capello concèdent un nul face à la Serbie et battent la Corée du Sud sans aligner l'équipe-type. Grâce au bon parcours de la Russie, Capello suggère le renouvellement du contrat jusqu'au Mondial en Russie, mais décide de d'abord apporter du résultat à l'équipe russe, en manque après l'enchaînement de nombreuses désillusions.
Le 6 décembre 2013, le tirage au sort de la Coupe du monde place la Russie dans le groupe H avec la Corée du Sud, la Belgique et l'Algérie. Cependant, Capello dénonce le tirage qu'il considère « absurde »,. Son pays d'origine, l'Italie, qui a manqué de peu le statut de tête de série en concédant quatre nuls consécutifs contre le Danemark, l'Arménie, l'Allemagne et le Nigeria, est reversé dans le pot des équipes africaines lui donnant un groupe relevé ce qui pousse les journaux italiens (La Gazzetta dello Sport et Le Corriere dello Sport) à accuser Michel Platini et Sepp Blatter de tentative de sauvetage d'une France que les observateurs voyaient comme la nation reversée logique de par son classement FIFA plus faible que ceux des autres équipes européennes dont la Russie et l'Italie. Capello est plus mesuré dans ses propos en disant que « l'Italie est largement pénalisée par rapport à d'autres nations ». La Russie est éliminée dès le premier tour en terminant troisième de son groupe.
Il est limogé par la Fédération russe le 14 juillet 2015.
Le 11 juin 2017, il s'engage avec le club chinois de Jiangsu Suning. Il démissionne de son poste d'entraîneur le 28 mars 2018.

## Palmarès

### Palmarès de joueur
| AS Roma - Coupe d'Italie (1) : - Vainqueur : 1968-69. |  | Juventus - Championnat d'Italie (3) : - Champion : 1971-72, 1972-73 et 1974-75. - Vice-champion : 1973-74 et 1975-76. - Coupe des villes de foires : - Finaliste : 1970-71. - Coupe d'Italie : - Finaliste : 1972-73. - Coupe des clubs champions : - Finaliste : 1972-73. |  | Milan AC - Championnat d'Italie (1) : - Champion : 1978-79. - Coupe d'Italie (1) : - Vainqueur : 1976-77. |

### Palmarès d'entraîneur
| Milan AC - Ligue des champions (1) : - Vainqueur : 1993-94. - Finaliste : 1992-93 et 1994-95. - Supercoupe d'Europe (1) : - Vainqueur : 1994. - Championnat d'Italie (4) : - Champion : 1991-92, 1992-93, 1993-94 et 1995-96. - Supercoupe d'Italie (3) : - Vainqueur : 1992, 1993 et 1994. |  | Real Madrid - Championnat d'Espagne (2) : - Champion : 1996-97, 2006-07. |  | AS Rome - Championnat d'Italie (1) : - Champion : 2000-01. - Supercoupe d'Italie (1) : - Vainqueur : 2001. |  | Juventus - Championnat d'Italie (2) : - Champion : 2004-05 et 2005-06(Calciopoli). |

### Distinctions personnelles
- Panchina d'Oro : 1991–92, 1993–94, 1997, 2000–01[20]
- Meilleur entraîneur de l'année de Serie A : 2005[21]
- Prix Gran Galà del Calcio : 2011[22]
- Temple de la renommée du football italien : 2013[23]
- 20e meilleur entraîneur de tous les temps par ESPN : 2013[24]
- 21e meilleur entraîneur de tous les temps par France Football : 2019[25],[26],[27]
- 23e meilleur entraîneur de tous les temps par World Soccer : 2013[28],[29]